# Social TV
Social TV (o Social Television) è la convergenza di media sociale e televisione. Più precisamente s'intende per social TV l'attività di interagire attraverso le reti sociali – ad esempio pubblicando commenti, opinioni o voti – con i prodotti fruibili attraverso la televisione come trasmissioni d'intrattenimento, talkshow, film o telefilm. Milioni di spettatori condividono attualmente le loro esperienze con altri spettatori su social media come Twitter e Facebook, grazie soprattutto all'ausilio di smartphone e tablet.
L'interazione è bidirezionale (dai Media sociali alla TV e viceversa) e può avvenire direttamente attraverso il televisore (definizione forte di Social TV) oppure attraverso altri dispositivi (definizione debole di Social TV), in contemporanea con la visione televisiva oppure no.
Il mercato della social TV comprende sia le tecnologie che supportano la comunicazione e le interazioni attorno alla TV, sia imprese e organizzazioni che studiano i comportamenti degli spettatori legati a specifiche trasmissioni misurandone l'attività sui social media. L'analisi di tali comportamenti è sempre più utilizzata per stabilire e predire il successo di programmi e serie televisive, divenendo così un fattore centrale nel valutare il rinnovo dei programmi. Quello della Social TV è un mercato in forte crescita: è stato stimato che il valore di tale mercato raggiungerà nel 2017 i 256 milioni di dollari.

## Definizione

Da sempre la televisione ha alimentato conversazioni attorno ad essa.

Il termine Social TV – spesso utilizzato come sinonimo di Connected TV, Interactive TV o Second Screen TV – non trova nell'attuale dibattito sui media e le tecnologie digitali una definizione univoca e accettata all'unanimità. Di fatto la televisione ha avuto sin dai suoi inizi una propensione a farsi oggetto di discussione e relazione. Comunemente il termine è però utilizzato per riferirsi a quel vasto insieme di pratiche di consumo che tramite le tecnologie digitali rafforzano la componente sociale e relazionale della fruizione televisiva (un passaggio quindi dalle attività attorno alla TV alle attività tramite la TV), le quali comprendono l'interazione a distanza con altri telespettatori, la pubblicazione online di commenti e UGC relativi ai contenuti televisivi, la possibilità di interagire con lo show (tramite voti o commenti), di espandere l'esperienza di intrattenimento, e di ottenere informazioni correlate al contenuto televisivo in questione (come pubblicità pertinenti, approfondimenti e contenuti speciali).
La diffusione di tali pratiche segna la quotidianizzazione di un tipo di consumo dei media che avviene tramite la modalità del “multischermo”, per cui le persone utilizzano contemporaneamente e in modo sequenziale molteplici schermi di diversa natura funzionale, come lo schermo televisivo e quello di un dispositivo digitale mobile (tablet o smartphone). La normalizzazione di tale modalità sta cambiando radicalmente l'esperienza del consumo televisivo, il quale va verso la spartizione dell'attenzione dello spettatore fra più schermi e l'ibridazione fra modalità di visione in privato e in gruppo (laddove il second screen può essere utilizzato per attività private all'interno di una visione di gruppo o al contrario per connettersi con altre persone nel mezzo di un'attività di visione in privato).
Il fenomeno della Social TV va inquadrato all'interno di quel più generale processo di convergenza fra sistema televisivo e reti digitali che Alberto Marinelli indica con il termine di “connected television”. Tale fenomeno, diffusosi a partire dal primo decennio del nuovo millennio, riguarda l'assottigliarsi della netta separazione fra il broadcasting come forma culturale del medium televisivo e le tecnologie IP-based (IpTv, Web Tv, Online Video Aggregators e Catch Up TV sono esempi di forme ibride emblematiche di tale processo di convergenza). Secondo Marinelli la connected television non va intesa semplicemente come un complesso di tecnologie, ma come una tendenza evolutiva che si sviluppa in maniera non coordinata e che ridefinisce il ruolo di una pluralità di attori dell'attuale ecosistema tecnologico, come:
- I emittenti tradizionali, che seppur mantenendo la loro centralità devono ora tenere conto dei nuovi produttori di contenuti, delle nuove piattaforme di distribuzione e delle nuove pratiche di consumo degli utenti.
- Gli operatori di telecomunicazione (Telco), ossia i fornitori di servizi di connettività i quali si trovano sempre più a dover diversificare la propria offerta includendovi la vendita di contenuti e di dispositivi come i Set-top box.
- I produttori/distributori di apparecchi televisivi e consolle video ludiche, i quali tendono ora ad integrare nei loro dispositivi funzionalità di connessione e interazione.
- I principali attori dell'Over the Top TV, ossia quell'insieme di soggetti emersi con lo sviluppo del Web, i quali forniscono contenuti digitali e che sempre più spesso si interfacciano con le Telco e i produttori di hardware al fine di trovare nuovi canali distributivi per la propria offerta.

Riguardo alle definizioni esistenti della Social TV, Gunnar Harboe distingue fra definizioni “strette” e definizione “allargate”. Sotto le definizioni strette Harboe comprende quelle che intendono la Social TV come quell'insieme di dispositivi tecnologici che producono un'esperienza di fruizione condivisa a distanza; il termine “social” è qui riferito alle possibilità tecnologiche che permettono una visione di gruppo digitalmente mediata. Quelle che invece vengono raggruppate sotto le “definizioni “allargate” comprendono nella Social TV tutte quelle tecnologie permettono pratiche sociali associate alla televisione; l'enfasi è qui posta sulla possibilità di creare conversazioni, contenuti e relazioni a partire da materiale di provenienza televisiva, indipendentemente dal supporto tecnologico utilizzato o da un'esperienza di fruizione avvenuta in sincrono.
Cesar e Geerts propongono una classificazione delle tipologie di Social TV basata sulle diverse configurazioni che il rapporto fra contenuto televisivo e reti sociali può assumere, rapporto che può essere osservato lungo cinque dimensioni:
- Dispositivo: che tipo di apparecchiatura permette la fruizione? (alcune applicazioni di Social TV sono pensate per l'ambiente televisivo classico mentre altre per i dispositivi mobile).
- Modalità: in che modo comunicano i vari utenti?
- Presenza: in che modo gli utenti sono resi visibili dal servizio?
- Sincronizzazione: l'interazione sociale ha luogo in maniera sincrona o asincrona?
- Forza del legame: qual è l'ampiezza della rete sociale raggiungibile? Si limita ad amici e familiari o favorisce anche le connessioni fra sconosciuti?

### Il ruolo dell'utente nella Social TV
Fra gli aspetti maggiormente osservabili nello sviluppo della Social TV troviamo il cambiamento del ruolo dell'utente rispetto al contenuto televisivo. La Social TV amplifica infatti la capacità di feedback degli spettatori sulla televisione. Si tratta di una facoltà di feedback che si stanzia su una lunga cronologia dello sviluppo delle possibilità di interazione fra spettatori e broadcaster, che dalle telefonate da casa, alle forme di coinvolgimento della neotelevisione arrivano alla SMS-TV.
Tuttavia tali possibilità di interazione si fanno ora più cospicue e sfaccettate, in linea anche con quella tendenza degli utenti a pensarsi in un ruolo attivo rispetto ai media che Giovanni Boccia Artieri definisce “cambiamento di senso della posizione nella comunicazione”. José Alberto García-Avilés propone otto categorie per schematizzare il nuovo ruolo dello spettatore nella Social TV:
- Consumatore: la capacità di agire dello spettatore è limitata alla definizione delle sue attività di consumo e all'interazione con servizi di vendita e pubblicità.
- Giocatore: l'interazione dello spettatore è legata alla partecipazione a giochi e competizioni.
- Fan: quando le conversazioni degli spettatori agiscono come riscontro dell'audience sul programma.
- Commentatore: i commenti degli utenti entrano a far parte del programma.
- Cittadino: lo spettatore è chiamato ad esprimere la propria opinione su tematiche politiche e sociali.
- Collaboratore: lo spettatore collabora alla costruzione del programma fornendo i suoi contenuti oppure condividendo i contenuti del broadcaster.
- Benefattore: l'interazione riguarda il sostegno economico a campagne di solidarietà.
- Attivista: lo spettatore mostrando la sua presenza e attività funziona da stimolo alla partecipazione collettiva.

Amanda Lotz fa notare come all'interno di tale processo di ridefinizione del rapporto fra spettatore e broadcaster a mutare è anche la natura degli eventi mediali, in quanto aumenta la capacità degli spettatori di inquadrare in maniera coordinata determinati programmi come “eventi”, anche in autonomia dalla lettura proposta dal broadcaster.

## Sviluppo della Social TV
Il periodo di sviluppo della Social TV può essere indicato tra il 2007 e il 2010. Ad agire come catalizzatore di tale sviluppo hanno contribuito in particolare la diffusione delle principali reti sociali (tra cui Facebook, Twitter e [chat]) e la rapida crescita del mercato di smartphone e tablet.
La Social TV è stata quindi nominata una delle tecnologie emergenti dal MIT Technology Review on Social TV nel 2010. Durante la conferenza Digital Life Design (DLD - Gennaio 2011) il CEO di Endemol ha dichiarato:
social media meets television is the next big thing.
David Rowan, direttore dell'edizione inglese di Wired ha messo la Social TV al terzo posto su sei nella classifica dei trend tecnologici del 2011.
Nell'anno successivo la Social TV è stato uno dei temi centrali del Social Media World Forum 2012 di Londra.
Una ricerca congiunta Nielsen-Yahoo ha misurato che l'86% dei possessori di smartphone continua ad utilizzare il proprio cellulare durante la visione dei programmi televisivi.
Un'altra ricerca di un'agenzia di marketing del Regno Unito condotta su un campione di 1.300 ragazzi al di sotto dei 25 anni ha misurato che l'80% di loro utilizza un il proprio smartphone o il proprio computer per continuare a comunicare con i propri amici mentre sta guardando la Televisione.
La Warner Bros. è stato il primo studio ad offrire il noleggio di film direttamente su Facebook, pagando tramite Facebook Credits, con il lancio dell'ultimo episodio di Batman.
Il 25 aprile Yahoo! ha annunciato l'acquisto dell'app per iOS IntoNow, che ascoltando l'audio del televisore, riconosce lo spettacolo in onda. Questa app sembra che più di altre possa riscuotere un certo successo, grazie alla facilità che da all'utente di effettuare il ”check in”, oltre diverse interessanti funzioni come l'integrazione a Netflix e la capacità di vedere cosa c'è ora in onda e che i tuoi amici hanno già visto in passato.
Yidio, al suo terzo anno di vita ha raggiunto 1,5 milioni di utenti registrati e 500 000 fan su Facebook, di fatto si è affermata come la social TV più popolare su Facebook. Tra i motivi del successo di Yidio vi è l'uso di crediti convertibili in download su Amazon Video on Demand. I crediti si accumulano con l'utilizzo di Yidio: con il check-in e segnalando quali sono i programmi preferiti sia su Yidio che su Facebook.
Altre startup di successo sono Tunerfish e Philo (disponibile anche come app per iPhone), che permettono agli utenti di scoprire cosa stanno guardando gli altri utenti, interagire con loro e guadagnare premi reali in base alle proprie abitudini televisive. La californiana Clipsync è invece una piattaforma tecnologica che permette ai broadcaster sincronizzare la trasmissione televisiva con le interazioni sociali degli utenti. Esistono applicazioni per iPhone e Android (molto diffuse anche in Italia) interamente dedicate all'attività di Social TV, come ad esempio Miso e Getglue.
Il sito Trendrr.tv si propone come piattaforma di Business Intelligence per misurare gli show televisivi americani con maggiore partecipazione degli utenti su diversi Social Network tra cui Facebook, Twitter, Miso e Getglue.
Ad inizio 2012 i produttori dell'applicazione Zeebox hanno stretto un accordo con Sky UK per offrire i propri servizi di guida televisiva integrata con i Social Network più popolari ai clienti SKY nel Regno Unito. Un accordo simile è stato siglato tra Miso e DirectTv negli USA.
A dicembre 2012 Twitter e Nielsen hanno annunciato un partenariato per costituire il Social TV Rating, una metrica dedicata all'analisi dell'audience della Social TV.
Non sono tardate ad arrivare le riflessioni di esperti e accademici riguardo agli investimenti delle industrie mediali e all'effettiva fruizione televisiva accompagnata dall'utilizzo di social network, applicazioni e dispositivi mobile.
Ad esempio, il giornalista Roettgerse, ha dichiarato nel 2014 “la morte della Social Tv”, preannunciando il futuro declino delle applicazioni a causa della forza schiacciante delle pratiche di consumo televisivo sempre più legate alle funzionalità dei dispositivi mobili. Al concetto di Social TV potrebbe sostituirsi il concetto di Second Screen TV, riconosciuto dalla studiosa Gunn Enli come fenomeno emergente a partire dal 2012. Parlando nei termini di Second screen viene evidenziata la maggiore propensione degli utenti a fruire contemporaneamente di un contenuto televisivo commentandolo su un secondo dispositivo, dal quale attingere contenuti speciali e servizi correlati spesso forniti dagli stessi produttori dei contenuti televisivi.

## Ecosistema mediale della Social TV
La Social TV coinvolge un vasto ecosistema mediale in cui interagiscono diversi dispositivi, applicazioni e piattaforme, come:
- Applicazioni di controllo remoto: all'interno di questa categoria vengono classificate le applicazioni che permettono poco più del classico zapping del telecomando, ma sul secondo schermo di un dispositivo mobile;
- Applicazioni “Second Screen”: l'insieme è costituito dalle App che richiedono l'interazione diretta dello spettatore di un particolare contenuto televisivo sullo schermo di uno smartphone o tablet. Solitamente l'interazione consiste nella fruizione di contenuti speciali, sondaggi e informazioni aggiuntive. Un esempio riconosciuto è i.TV.
- Social guide Tv: conosciuto come Electronic Programming Guide, forniscono informazioni sui palinsesti televisivi, agevolandone la ricerca per filtri e consigli;
- Applicazioni di riconoscimento dei contenuti: la loro funzione consiste nel riconoscimento di audio, video e testi. Esempi sono Shazam, Soundhound, IntoNow e i software di lettura di codici QR;
- Socially enabled device: è costituito dal vasto insieme di piattaforme proprietarie integrate all'interno delle Smart TV e dalle piattaforme intermedie come Google TV, Apple TV e Chromecast;
- Piattaforme di analisi di metadati e di audience: offrono dati e insight sulle interazioni generati sulle reti sociali dagli spettatori di contenuti televisivi;
- Reti sociali: la maggioranza delle conversazioni e dei contenuti generati dagli utenti viene raccolta all'interno delle principali reti sociali all'interno di Facebook e Twitter.

## Social TV in Italia
Nel febbraio 2011 è la prima volta che si parla approfonditamente di Social TV in Italia in occasione della Social Media Week 2011 di Roma, durante un evento dedicato organizzato da Rai 5 in collaborazione con Rai.tv.
Il 1º marzo 2011 il portale italiano Kataweb viene completamente rimarchiato in TvZap, portale completamente dedicato all'interazione sui programmi TV.
Il quotidiano online Il Post ospita sulle proprie pagine un esempio di Social TV. La stessa cosa ha fatto, a partire dal 2011, la versione online del settimanale TheWeek, commentando i talk show politici con i propri lettori.
Il sito Wazzap.tv del Gruppo L'Espresso lancia in Italia una guida TV con una forte integrazione di elementi social ed è la prima piattaforma web di Social TV nel nostro Paese.
Numerosi programmi TV italiani hanno una propria pagina Facebook ufficiale dove ha luogo una tipica attività di Social TV, ne è un esempio l'affollata pagina ufficiale de I Cesaroni. Per la settima edizione di Un medico in famiglia è stato creato un sito apposito su Rai.it che permette agli utenti di giocare con gli altri utenti ad indovinare cosa accadrà nella puntata successiva della serie.
L'8 giugno 2011 si è parlato di Social TV durante il Social Business Forum di Milano..
A fine 2011 Mediaset lancia il servizio Social TV su Italia 2, canale 35 del digitale terrestre: permette di interagire direttamente dalla TV con la propria rete di amici su Facebook.
Il 9 gennaio 2012 nasce iLIKE.TV, canale 170 di Sky che nasce con l'obiettivo di creare interazione attraverso le reti sociali con un pubblico di target 15-25 anni.
Il 28 marzo 2012 si parla ancora di Social TV, in contemporanea e indipendentemente, al WAS 2012 a Milano e al Creativity Day di Roma.
Il 16 giugno 2012 esce il primo libro sulla Social TV in Italia, edito da Il Sole 24 Ore e scritto da Giampaolo Colletti e Andrea Materia
Il 9 gennaio 2013 parte la Social TV di Uno Mattina, il contenitore mattutino di Rai 1.
Per l'edizione 2012 di Sanremo l'area predisposta per il dopo festival, attiva un account Twitter per raccontare i vari dietro le quinte, dando vita ad un'operazione che ha riscosso molto successo, tanto da far arrivare l'hashtag #Sanremo anche oltreoceano. Se quindi il 2012 è ricordato per l'esplosione di Twitter sul palco dell'Ariston la novità web per l'edizione 2013 è l'introduzione della Social TV.
I cantanti, subito dopo l'esibizione passano dalla Green Room, una sala in cui Federica Gentile di Radio 2 li intervista, raccoglie le impressioni a caldo. La social TV presenta contenuti esclusivi come servizi dietro le quinte, interviste agli ospiti, curiosità: è possibile accedervi tramite il sito di Sanremo, MyRai.tv o attraverso Facebook e Twitter (sia su computer che su smartphone/tablet, tramite un'app) ed è disponibile anche per altri programmi Rai.
Durante l'edizione 2016 vengono pubblicati 2,8 milioni di Tweet sul Festival, che rappresentano l'84% dell'attività di Social TV relativa agli 883 programmi ed eventi sportivi rilevati da Nielsen. Il numero di Tweet cresce del +13% rispetto al 2015 e tra gli hashtag più utilizzati molti trend partono spontaneamente - per esempio #Sanremoarcobaleno - ed altri vengono lanciati da brand che non sono sponsor o inserzionisti TV del Festival.
Se per la Rai i contenuti sono in streaming e alcuni on demand, Mediaset propone la diretta solo di alcuni estratti dei programmi su www.video.mediaset.it, che saranno visibili online il giorno dopo. Mediaset sta migliorando la propria piattaforma sociale per i programmi: Quinta colonna, Pomeriggio 5, Quarto grado, Mattino 5, Lucignolo, Domenica Live.
Social Mediaset presenta extract delle puntate, dà la possibilità di interagire in diretta su Twitter, Facebook o sui blog di autori e conduttori.
Sky e La7 sono i primi canali italiani ad orientarsi in senso “social”. Sky ha dato la possibilità al pubblico di interagire e commentare su Twitter sia durante i programmi X-Factor e Masterchef, sia per l'attività di all news di SkyTg24.
Tutti i programmi di La7 vanno in onda in streaming sul sito del canale e danno la possibilità di interagire sui social. Per la trasmissione “Le invasioni barbariche” di Daria Bignardi ha lanciato la prima app che contiene video, anticipazioni sulle puntate.

## Social TV e Social Media
Lo sviluppo del mercato della Social TV è avvenuto tramite la stipula di numerosi accordi fra broadcaster e piattaforme di social networking come Twitter e Facebook, le quali negli ultimi anni hanno particolarmente favorito la fruizione dei video e le conversazioni degli utenti attorno ai contenuti televisivi. Facilitare tali conversazioni permette sia di amplificare il coinvolgimento con le trasmissioni televisive e insieme di avere a disposizione dati di valore per gli inserzionisti pubblicitari.

### Twitter
Le conversazioni su Twitter sono strettamente allineate con gli eventi in tempo reale. Nel maggio 2013, Twitter ha lanciato il servizio di pubblicità video Twitter Amplify. Tramite Amplify, Twitter rende disponibili selezioni di video di alcuni dei più importanti eventi televisivi connettendoli a video e immagini pubblicitarie che precedono la riproduzione dei video.
Nel febbraio 2014 tutti e quattro i principali network televisivi statunitensi avevano stretto accordi con il programma Amplify, distribuendo contenuti esclusivi sulla piattaforma nella forma di videoclip commentabili via tweet in tempo reale.
Nel giugno 2014 Twitter ha acquisito SnappyTv, il partner di Twitter Amplify negli Stati Uniti, azienda che aiuta i broadcaster e detentori dei diritti dei video a condividere i loro contenuti fra i vari social media. Twitter continua ad affidarsi a Grabyo (per la tecnologia video), compagnia che ha stretto numerosi accordi con i principali broadcaster e detentori di contenuti in Europa e Nord America per la condivisione si video su Twitter e Facebook.
Twitter Amplify è arrivato in Italia ufficialmente a marzo 2015, grazie all'avvio del partenariato tra Twitter e Sky Pubblicità. L'accordo consente ai brand sponsor di inserire prima di brevi video dei top show del mondo Sky, dei pre-roll pubblicitari che vanno dai 3 ai 10 secondi, che vengono promossi su Twitter in concomitanza con la messa in onda del programma.
Salvatore Ippolito, Country Manager di Twitter Italia ha dichiarato – “Twitter Amplify è un prodotto innovativo, in grado di sfruttare i vantaggi derivanti dal fenomeno social TV e di generare valore sia per i brand sia per i produttori di contenuti, offrendo allo stesso tempo un'esperienza esclusiva agli utenti di Twitter”.

### Facebook
Nel 2014 Facebook ha apportato modifiche significative alla sua piattaforma, fra cui un aggiornamento del suo algoritmo che favorisce la comparsa e la riproduzione dei video nei feed degli utenti. Inoltre ha anche implementato la riproduzione automatica dei video nei feed degli utenti. Il traffico video della piattaforma ha rapidamente sorpassato quello di Twitter, tanto che Facebook ha stipulato un partenariato con l'NFL, uno dei partner più attivi del programma Amplify di Twitter. Sul finire del 2014 il traffico video di Facebook contava tre miliardi di visualizzazioni video al giorno. Nell'aprile 2015, alla F8 Developer Conference, è stata rilevata la collaborazione fra Facebook e Grabyo per favorire lo sviluppo dei video sulla piattaforma.
Nel luglio dello stesso anno è stato annunciato il servizio Facebook Suggested Videos, che collega video e pubblicità correlate alla fruizione dei video sulla piattaforma - mossa che non solo ha sviluppato la competizione con l'offerta commerciale di video di Twitter, ma ha anche spostato Facebook verso una competizione diretta con YouTube.

### Messaggistica istantanea
La crescita della Social TV è stata accompagnata non solo dallo sviluppo dei SNS, ma anche da quello delle applicazioni mobili di messaggistica istantanea come WhatsApp, Facebook Messenger, Telegram. Accanto quindi alla dimensione più visibile della Social TV, troviamo una parte di “Social TV invisibile” costituita dall'utilizzo di tali chat online.
In una ricerca sulle pratiche di Social TV degli italiani Marinelli e Andò riportano come il 22,6% dei rispondenti utilizzano queste chat durante gli show televisivi - in particolare WhatsApp e in particolare fra le generazioni più giovani.
WhatsApp è infatti percepito come un ambiente ideale per sviluppare interazioni attorno ai contenuti televisivi. La sua natura semi-pubblica, informale e incentrata sul gruppo dei conoscenti denota un tipo di conversazione più confidenziale e più legata alla coltivazione dei legami forti rispetto alle pratiche di Social TV incentrate su Twitter o Facebook (viene ad esempio utilizzato per ricordare ai conoscenti che sta andando in onda un determinato programma), in quanto gli utenti sono meno legati all'attitudine all'auto-promozione che caratterizza lo spazio maggiormente pubblico di queste piattaforme.

## La Social TV in numeri
La maggior parte degli spettatori condivide la propria esperienza televisiva in contemporanea con i programmi trasmessi: negli Stati uniti tra gli 88 e i 100 milioni di utenti Facebook ha utilizzato la piattaforma tra le 8 e le 11 di sera. Secondo la Nielsen Social Guide, nel 2013 anche Twitter ha visto una crescita dell'engagement ai programmi televisivi, con un incremento del 38% in più di tweet.
Durante l'evento del Super Bowl del 2014, su Twitter For the 2014 Super Bowl, su Twitter è stato segnato il record di circa 25 milioni di tweet durante la diretta televisiva, con un picco di 381.605 tweet per minuto. Su Facebook è stato analizzato che circa 50 milioni di persone hanno parlato della partita, generando 185 milioni di interazioni.
La premiazione degli Oscar del 2014 ha generato 19 milioni di tweet prodotti da 5 milioni di persone, con un'audience complessiva di 37 milioni di utenti che hanno visualizzato i messaggi durante i momenti principali dell'evento.[20]
Nel 2014 l'All England Lawn Tennis Club che ospita il torneo di Wimbledon, ha utilizzato Grabyo per condividere i video attraverso i social media. I contenuti video sono stati visti 3 milioni e mezzo di volte attraverso Facebook e Twitter. Nell'edizione del 2015 la crescita è stata esponenziale: i video hanno generato oltre 48 milioni di visualizzazioni attraverso Facebook e Twitter.

### Il contesto italiano
In Italia le pratiche di Social TV sono entrate in maniera preponderante nel segmento della popolazione più propenso all'uso della tecnologia. Secondo uno studio Ericsson ConsumerLab, nel 2012 il 69% degli utenti italiani di social media ha guardato programmi televisivi commentandoli in tempo reale su piattaforme online o tramite dispositivi di messaggeria istantanea almeno occasionalmente.
Una ricerca condotta da Nielsen nel 2015 monitorando 231 000 episodi di 10 600 programmi televisivi ha rilevato 44 milioni i tweet postati da 1.1 milioni di utenti. Lo sport, i talent e reality show sono i programmi che stimolano maggiormente l'attività social degli italiani, seguiti da talk show, programmi a tema politico e serie televisive; particolare rilievo lo possiedono gli eventi televisivi come Sanremo, Miss Italia o La Notte degli Oscar; il 20% dei tweet raccolti si sono infatti generati attorno a quest'ultimo evento.
Secondo una ricerca dell'Osservatorio Social TV del 2016 sui comportamenti degli utenti di contenuti televisivi da dispositivi digitali, emerge come il multiscreening sia un'abitudine ormai ampiamente diffusa; il secondo schermo è utilizzato soprattutto per mantenersi in contatto con amici e familiari. Tale dimensione relazionale ha luogo principalmente su Facebook (65% del campione), seguito da WhatsApp (42-43%), Messenger (18%), Twitter (15%) e Instagram (3-4%).
In Italia il primo portale italiano di Social Tv online in rete è stato blogsocial.tv fondato dall'influncer Marco Ferraglioni nel marzo 2016.